# Kathleen Taylor
Kathleen E. Taylor es una científica de investigación en el Departamento de Fisiología, Anatomía y Genética en la Universidad de Oxford. En julio de 2012 fue nombrada como miembro del Instituto de Ciencias de la alimentación humana, Cerebro y Comportamiento.

## Trayectoria
Taylor asistió a la Universidad de Oxford , donde estudió fisiología y filosofía  y  recibió su doctorado en neurociencia computacional y obtuvo su Maestría de psicología en la Universidad de Stirling.
Taylor realizó investigación postdoctoral en las áreas de neuroinmunología y la neurociencia cognitiva. Es una neurocientífica en la Universidad de Oxford y también trabaja en Anatomía y Genética fuera del Departamento de Fisiología de dicha Universidad. Así como también lleva a cabo investigaciones en las áreas de la fisiología, la psicología y la neurociencia de la creencia. Taylor presentó su investigación sobre lavado de cerebro en el Festival Internacional de Ciencia de Edimburgo en el año 2005.
En 2003 Taylor ganó su primer premio en una competencia de ensayo científico otorgada por la OUP y en THES, el premio de escritura en dicha revista enfocada en las Ciencias Sociales y Humanidades.
Brainwashing: La Ciencia de Control del Pensamiento,fue su primer libro, el cual ganó el segundo lugar al Autor Joven académico en THES el 2005. Publicó Mente en el que ganó "El Premio al libro del año" y fue "shortlist" en premios literarios para el 2005. También hizo el libro Aventis "Premio al Libro de la Ciencia" el cual también llegó a longlist el 2005. La Supremacía del Cerebro el cual fue publicado 25 de octubre de 2012.